# Елгин (Небраска)
Елгин (енгл. Elgin) град је у америчкој савезној држави Небраска.

## Демографија
По попису из 2010. године број становника је 661, што је 74 (-10,1%) становника мање него 2000. године.
| Група             | 2000.       | 2010.       |
| Белци             | 732 (99,6%) | 650 (98,3%) |
| Афроамериканци    | 0 (0,0%)    | 0 (0,0%)    |
| Азијати           | 0 (0,0%)    | 0 (0,0%)    |
| Хиспаноамериканци | 0 (0,0%)    | 6 (0,9%)    |
| Укупно            | 735         | 661         |